# Сант'Антонио (Бреша)
Сант'Антонио је насеље у Италији у округу Бреша, региону Ломбардија.
Према процени из 2011. у насељу је живело 1042 становника. Насеље се налази на надморској висини од 93 м.